# Campodorus sanguinator
Campodorus sanguinator là một loài tò vò trong họ Ichneumonidae.